# Sylvia Karres
Sylvia Karres (* 8. November 1976 in Leiderdorp) ist eine niederländische Hockeyspielerin, die als Stürmerin für den Amsterdamsche Hockey & Bandy Club in der Hoofdklasse. Des Weiteren steht sie aktuell im Kader der niederländischen Hockeynationalmannschaft, mit der sie bei den Olympischen Sommerspielen 2004 in Athen die Silbermedaille gewann. Außerdem konnte Karres bei der Feldhockey-Weltmeisterschaft der Damen 2006 in Madrid mit der niederländischen Mannschaft den Titel erringen und wurde zudem als erfolgreichste Torschützin des Turniers ausgezeichnet.